# Cnattingiuspriset
Cnattingiuspriset är ett svenskt pris som delas ut av Östergötlands museum till någon forskare eller museiman som sysslat med Östergötlands kultur eller historia. 
Cnattingiuspriset instiftades till minne av Bengt Cnattingius, som var Östergötlands museums förste chef och som bedrev en omfattande forskning om Östergötlands historia.

## Pristagare (ej komplett)
- 1997 – Åke Nisbeth
- 2000 – Inger Estham[1]
- 2001 – Per Gräslund[1]
- 2002 – Kalle Bäck[1]
- 2003 – Hans Nilsson[1]
- 2004 – Inga Wallenquist[1]
- 2005 – Gunnar Elfström
- 2006 - Jan Paul Strid[2]
- 2007 - Gun-Britt Monell[1]
- 2010 - Ann-Charlotte Hertz[3]
- 2011 - Carin Claréus och Bengt Häger[4]
- 2012 - Föreningen Vadstena spetsmuseum
- 2013 - Föreningen Brukskultur i Åtvidaberg[5]
- 2014 - Joakim Johansson[6]
- 2015 - Mathias von Wachenfeldt och Stiftsbiblioteket[7]
- 2016 - Ann-Sofie Svansbo[8]
- 2017 - Göran Tagesson[9]
- 2018 - Kerstin Holmer[10]
- 2019 - Claes Westling[11]
- 2020 - Hedda Jansson[12]
- 2021 - Östgöta Konstförening[13]
- 2022 - Björn Horgby[14]
- 2023 – Barbro Mellqvist[15]
- 2024 – Bodil Axelsson[16]